# Regroupement des jeunes chambres de commerce du Québec
 (mai 2023).
Le Regroupement des jeunes chambres de commerce du Québec (RJCCQ) est un organisme sans but lucratif qui rassemble une quarantaine de jeunes chambres de commerce et d'ailes jeunesse à travers tout le Québec, représentant plus de 10 000 jeunes professionnels âgés de 18 à 40 ans.
Fondé le 4 mai 1992 sous le nom de Regroupement des jeunes gens d’affaires du Québec (RJGAQ) à la suite d'un rapprochement entre la Jeune Chambre de commerce de Québec (JCCQ), la Jeune chambre de commerce de Montréal (JCCM) et la Jeune Chambre de la Mauricie (alors la jeune chambre de commerce Cœur du Québec).
Le RJCCQ (alors connu sous le nom de Regroupement des jeunes gens d'affaires du Québec (RJGAQ) avait pour objectif principal de favoriser les échanges professionnels entre les jeunes entrepreneurs. Cependant, sous la présidence de Mme Hélène V. Gagnon, l'organisation a entrepris une réorientation stratégique en se positionnant de plus en plus sur des sujets d'actualités et en prenant des positions publiques.